# Jaskinia Béke

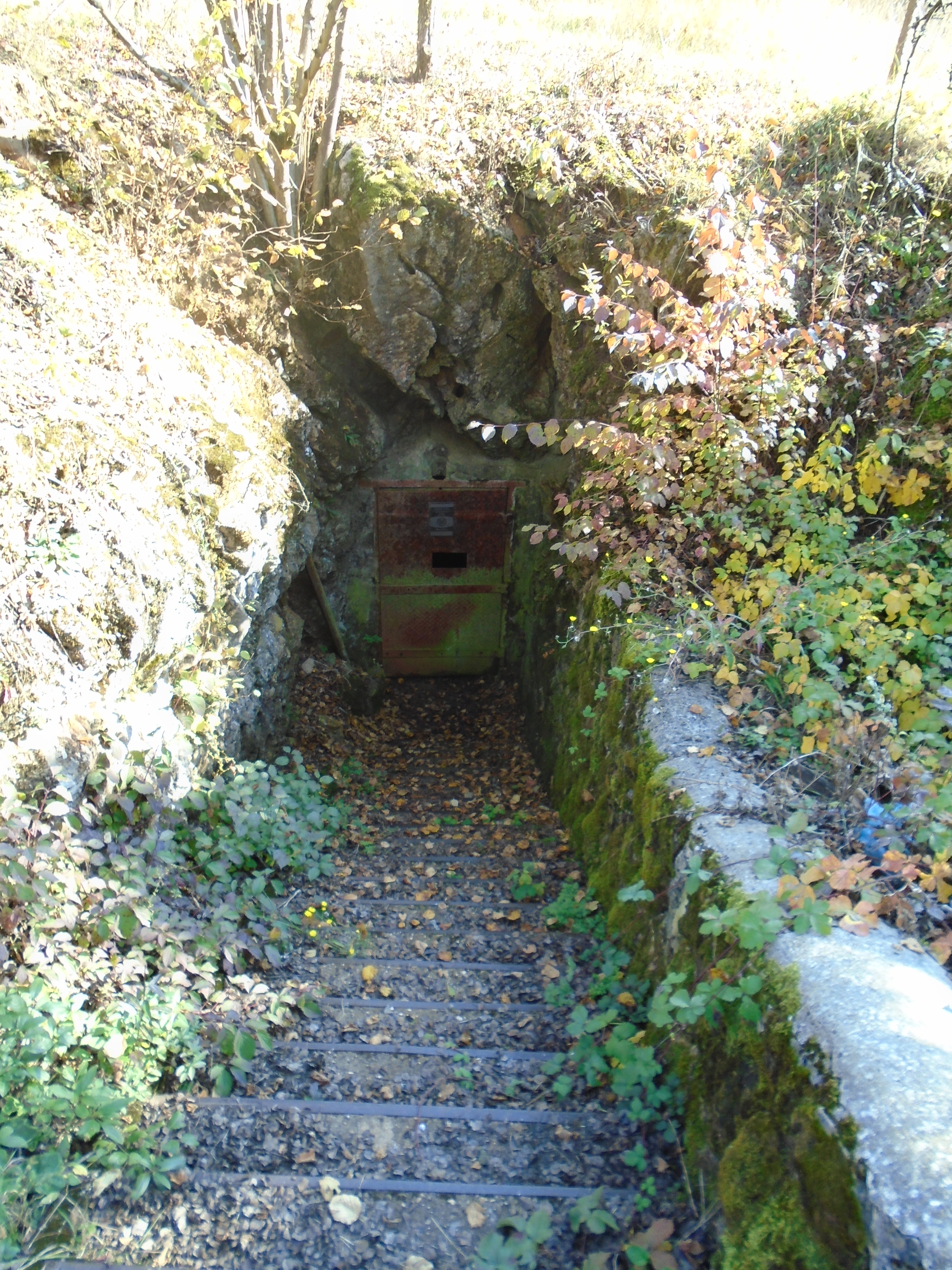
Sztuczne (górne) wejście do jaskini od strony Aggtelek

Jaskinia Béke (węg. Béke-barlang, w tłumaczeniu: Jaskinia Pokoju) – wielka jaskinia krasowa w północno-wschodnich Węgrzech, w Krasie Aggteleckim – węgierskiej części Krasu Słowacko-Węgierskiego. Druga co do długości korytarzy jaskinia w Krasie Aggteleckim i trzecia najdłuższa w całych Węgrzech.

## Położenie
Jaskinia utworzona jest w masywie wapiennych wzgórz Szar-hegy (427 m n.p.m.) i Laz-tető (398 m n.p.m.) położonych na wschód od miejscowości Aggtelek i Jósvafő, ok. 4 km na wschód od granicy słowacko-węgierskiej. Administracyjnie znajduje się w granicach obu wymienionych wyżej wsi, w komitacie Borsod-Abaúj-Zemplén.

## Historia eksploracji
Jaskinia Pokoju jest jedną z pierwszych jaskiń, których istnienie przewidziano i które odkryto metodami naukowymi. W 1938 r. Hubert Kessler założył, że źródło Jósva i źródło Komlós, które istnieją kilkaset metrów od siebie na skraju Jósvafő, tworzą jeden system wodny, połączony także z potokiem Styks, płynącym w dolnych partiach niedalekiej jaskini Baradla. Chciał się w tym upewnić, prowadząc eksperymentem ze znakowaniem wody, ale sól rozpuszczona w potoku Styks w jaskini Baradla pojawiła się tylko w źródle Jósva. Jej brak w źródle Komlós Kessler wyjaśnił wówczas niższym przepływem wody w tym drugim wypływie.
Założenie Huberta Kesslera zostało obalone przez László Jakucsa, który w 1952 roku za pomocą fluoresceiny zabarwił wodę strumienia Styks w jaskini Baradla. Barwnik znowu pojawił się jedynie w źródle Jósva, więc László Jakucs słusznie przyjął, że źródło Komlós stanowiło ujście wody z innej, nieznanej jeszcze jaskini. Następnie zbadał cechy geologiczne i geomorfologiczne terenu, a zwłaszcza wszystkie leje krasowe i ponory tego obszaru i dzięki serii systematycznych eksperymentów z barwieniem wody odkrył, że wiele ponorów w pobliżu wzgórza Szár i wzgórza Szomor prowadzi wodę tylko do źródła Komlós. Na podstawie tych danych miał już zupełnie dokładne wyobrażenie o nowej jaskini, a w tym o przebiegu jej głównego ciągu. 4 sierpnia 1952 roku, po kilku nieudanych próbach, Kessler wszedł do nowego systemu jaskiniowego, rozkopując zapadlisko zwane Bibic. Z Korytarza Odkrywców (Felfedező-ág) speleolodzy bez problemu dotarli do głównego ciągu jaskini, w którym płynął strumień zasilający źródło Komlós. Główny ciąg i druga duża odnoga zostały następnie spenetrowane i zmapowane w niecałe pół roku.
Aby ułatwić dostęp do jaskini, w 1954 r. otwarto sztuczne, trzecie wejście, połączone z jaskinią pochylnią o długości 150 m. Otwiera się ono od strony wzgórza Szomor i prowadzi bezpośrednio do głównej odnogi. Dziś można przez to dostać się do jaskini. Wejście do Korytarza Odkrywców zostało zamknięte.

## Charakterystyka
Béke-barlang jest jaskinią typu fluwiokrasowego z aktywnym ciekiem wodnym, utworzoną w wapieniach wieku triasowego. Posiada aktualnie trzy wejścia, z czego jedno jest zamknięte. Pierwsze z dwóch używanych wejść (sztuczne) znajduje się na wysokości 338 m n.p.m. od strony wzgórza Szomor we wschodniej części Aggtelek, ok. 1320 m w linii prostej na południe od jeziorka Vörös-tó, przy którym znajduje się jedno z wejść do jaskini Baradla. Drugie wejście jest na skraju Jósvafő, po stronie Kőhorog, na wysokości 271 m n.p.m. Do końca lat 80. XX w. łączną długość jej korytarzy określano na 8743 m. Obecnie podaje się długość 7183 m, a rozpiętość w pionie wynosi 97 m (głębokość 71 m, wysokość 26 m).
Główny ciąg ma 3650 m długości i posiada szereg odgałęzień, w tym największe to 684-metrowy Korytarz Odkrywców (Felfedező-ág) i 438-metrowy Korytarz Węża (Kígyós-ág). Głównym ciągiem korytarzy płynie aktywny ciek wodny – potok Komlós, który po opuszczeniu jaskini zasila źródło Komlós na skraju Jósvafő. Ciąg ten ma przeciętnie szerokość 4–5 m oraz wysokość 8–10 m. Największą salą w jaskini jest Sala Olbrzymia (Óriás-terem), o długości około 60 metrów, szerokości 20 metrów i wysokości 18 metrów. Jaskinia posiada bogatą szatę naciekową (stalaktyty, stalagmity, draperie, polewy naciekowe), zbliżoną formami do tej, jaką oglądamy w jaskini Baradla. Jest to jedna z najbogatszych w stalaktyty jaskiń na Węgrzech. Różna zawartość tlenków żelaza powoduje, że posiadają one całą gamę odcieni, od zupełnie białych przez żółte, pomarańczowe i rdzawe do ciemnobrązowych.
Płynący głównym ciągiem potok zbudował około 430 następujących po sobie trawertynowych progów (naturalnych zapór), w ten sposób z biegiem czasu powstały 123 podziemne jeziora. Ich głębokość zwykle nie przekracza 0,5 m i poza jednym wyjątkiem wszystkie mogą być przebrodzone. Największą salą w jaskini jest Sala Olbrzymia, o długości około 60 metrów, szerokości 20 metrów i wysokości 18 metrów. Woda potoku Komlós znika w zagłębieniu jaskini na krótko przed Salą Olbrzymią i w nieznany dotąd sposób pokonuje niezbyt dużą już odległość do źródła Komlós w Jósvafő. Przypuszcza się, że w przypadku bardzo dużych wezbrań potoku ów ponor nie będzie w stanie wchłonąć całej wody z potoku i wówczas może on zalać Salę Olbrzymią i Salę Sanatoryjną.

## Wykorzystanie zdrowotne
Już w czasie prowadzenia prac eksploracyjnych w jaskini stwierdzono, że przebywanie w niej ma korzystny wpływ na osoby, cierpiące na schorzenia dróg oddechowych, przeziębione lub tylko zakatarzone. Zjawisko, na które po raz pierwszy zwrócił uwagę już László Jakucs, zbadali naukowcy Instytutu Farmacji kliniki w Debreczynie. Na dobroczynne i lecznicze działanie powietrza jaskiniowego składa się kilka wzajemnie wzmacniających się czynników: brak zanieczyszczeń (pyłki, bakterie, wirusy, kurz itp.), wysoka względna wilgotność powietrza (95–100%) i wysoka zawartość jonów wapnia w unoszącym się kondensacie oraz obecność w powietrzu zarodników szeregu pleśni, które działają jak antybiotyki.
Użytkowanie lecznicze jaskini rozpoczęto eksperymentalnie w 1959 r., najpierw przez wejście do Aggtelek, a od 1964 r. w łatwiej dostępnej Sali Sanatoryjnej przy sztucznym wejściu w Jósvafő. W tym czasie przyjmowano i leczono górników pracujących głównie w kopalniach węgla kamiennego. Bazując na doświadczeniach pierwszych lat, u pacjentów z astmą i przewlekłym zapaleniem oskrzeli, trwałą lub przejściową poprawę uzyskiwano w 87% przypadków. Obecnie w dalszym ciągu część jaskini wykorzystywana jest do speleoterapii, powietrze jaskini jest korzystne dla pacjentów z chorobami układu oddechowego i alergiami. Terapie prowadzi prywatna firma (Gyógybarlang Kft.). Jaskinia Béke jest zarejestrowaną jaskinią leczniczą.

## Turystyka
Jaskinię Béke można zwiedzać w ramach profesjonalnej wycieczki z przewodnikiem, organizowanej przez Dyrekcję Parku Narodowego Aggtelek. Wycieczki muszą być wcześniej zarezerwowane i oferowane są tylko dla małych grup (5-10 osób). Wycieczki zwykle wchodzą przy sztucznym wejściu i kończą się przy wejściu Jósvafő. Wycieczka rozpoczyna się w miejscowości Aggtelek, przed wejściem do jaskini Baradla, skąd po około dwugodzinnym spacerze po powierzchni osiągamy wejście do jaskini. jaskinia nie posiada oświetlenia elektrycznego i jedynie absolutnie minimalną ilość sztucznych ułatwień. Zwiedzanie jaskini na trasie o długości ok. 2 km, wymagające często brodzenia w wodzie o głębokości do 0,5 m, zajmuje 3 godziny.